# Quimilí
Quimilí es la ciudad cabecera del departamento Moreno en la provincia argentina de Santiago del Estero. Se encuentra a 210 kilómetros de la capital provincial, a 1.030 kilómetros de la ciudad de Buenos Aires y a sólo 80 kilómetros del límite con la provincia del Chaco. Su principal vía de comunicación es la Ruta Nacional 89, que representa una importante vía comercial tanto nacional como internacionalmente, en el norte del país. Se caracteriza en la provincia santiagueña por su productiva agricultura y ganadería que provee de trabajo a muchos habitantes de la ciudad. Quimilí es reconocida también por tener diferentes eventos avocados a la parte artística, como lo son los festivales de danzas folclóricas y árabes o el evento de corsos de carnaval que se celebra en la ciudad desde hace más de 40 años. También se destaca por el desarrollo de diferentes actividades deportivas con clubes de renombre a nivel regional. Además, cuenta con un casco céntrico comercial y diversos barrios, destacándose entre los más poblados el barrio Triángulo y el barrio Juan XXIII, entre otros.

## Población
La población de Quimilí alcanzaba a 10,959 habitantes (Indec, 2001), representando el 41% del total del departamento. Según datos arrojados por el (INDEC, censo 2010), Quimilí cuenta con 15.052 habitantes, 3.692 viviendas.
| Gráfica de evolución demográfica de Quimilí entre 1960 y 2010 |
|                                                               |
| Fuentes: INDEC                                                |

## Historia

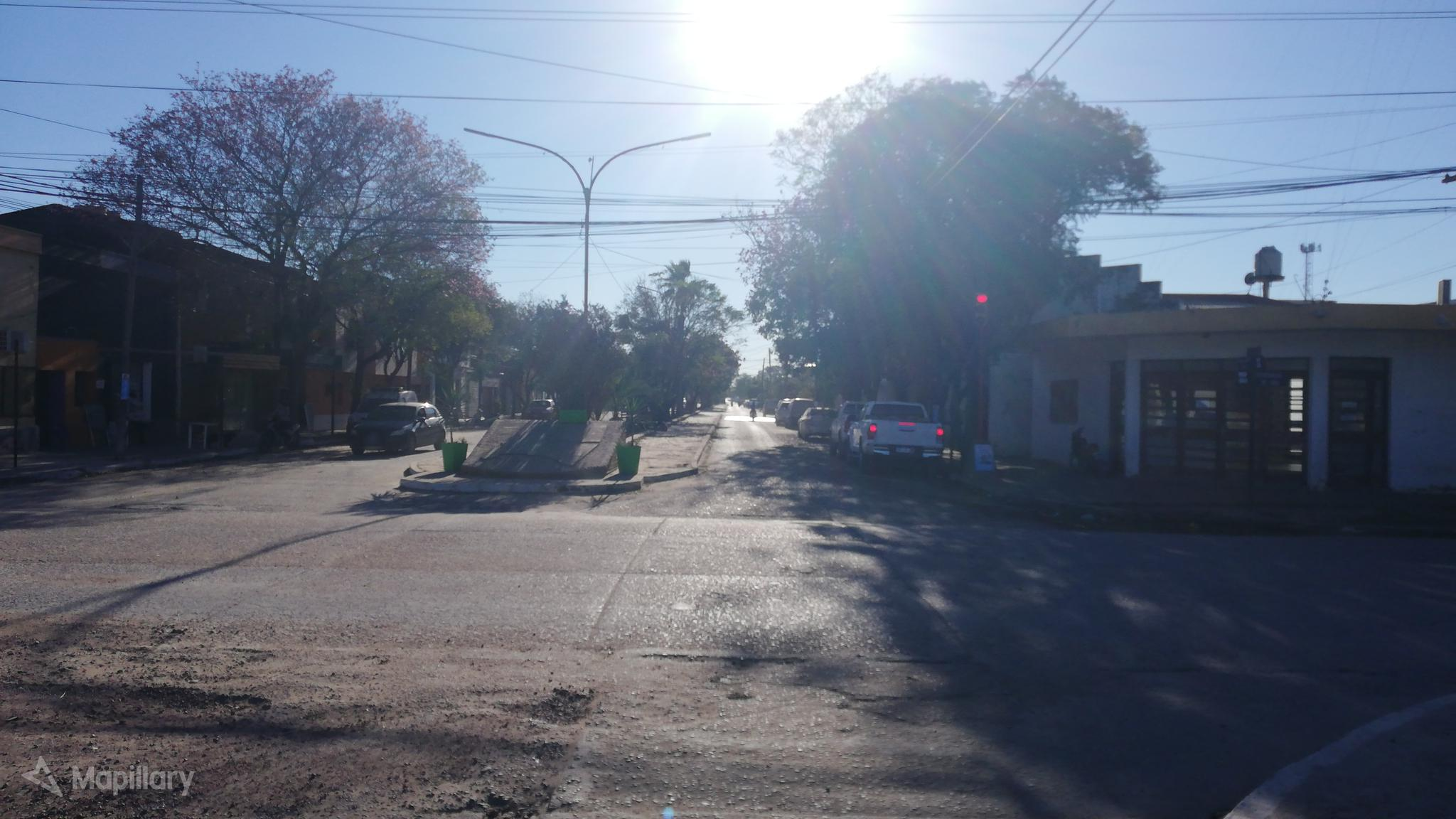
Esquina de San Martín y Rivadavia

Los primeros pobladores no originarios de los que se tiene registro fueron inmigrantes libaneses como Don Félix Murad y su hermano don José Murad, quienes llegaron con sus familias provenientes del Líbano a finales del siglo XIX y se dedicaron a actividades forestales y ganaderas.
Al igual que otras localidades de la región como Campo Gallo y Monte Quemado, la localidad se conformó económicamente a partir de la explotación del tanino y de su extracción y traslado a través del naciente ferrocarril.
A los inmigrantes libaneses se atribuye un papel clave en la construcción de la iglesia catedral (Santa Rosa), así como la fundación de la cooperativa de servicios públicos, el Juzgado de Paz cuyo primer magistrado fue justamente don Félix Murad, la extensión del ramal de ferrocarril a fin de proveer de agua a la población, la radicación del primer Banco, y también las gestiones ante la Provincia para la creación del cuartel de policía y de la primera estafeta postal.
Otros inmigrantes libaneses como la familia Gelid se dedicaron también al comercio, sumándose luego también inmigrantes españoles e italianos integrándose armónicamente las colectividades y desarrollando diversas actividades.
Otra familia pionera fueron Los Iraolagoitia, asentados primeramente en una estancia próxima a Quimilí, trasladándose luego al centro de la localidad, liderados los 7 hijos por su madre Josefa Antonia de Iraolagoitia viuda de Agustín Iraolagoitia.- Alli tuvieron un local comercial denominado La Sin Rival, sobre calle Sarmiento, de Ramos generales, anexando luego la venta de combustibles y lubricantes como Agentes de YPF. Una de las nietas de Josefa Antonia fue Olga Mafalda Iraolagoitia Gutierrez, quien se dedico al canto con el nombre artístico de Olga Gutierrez, destacándose en Ecuador junto a su conjunto musical denominado Los Brillantes.-
A fines del siglo XX, la localidad vio nacer al Movimiento Campesino de Santiago del Estero (MoCaSE).

## Curiosidades

### Monumento al dictador Videla
El pueblo contaba con un insólito monolito en homenaje al dictador argentino Jorge Rafael Videla, que fue derribado en 2007.

## Religión
| Parroquias | San Pedro y San Pablo, Santa Rosa de Lima |
| Diócesis   | Añatuya                                   |

También se practican otras religiones en la ciudad, como la Evangélica (en gran número).

## Personalidades destacadas
- Hugo Sapo Cativa (1942-2007) Humorista y actor argentino.
- Oscar Herrera Ahuad (1971) Gobernador de la provincia de Misiones (2019-2023)[9]